# On connaît la chanson
On connaît la chanson is een Franse filmkomedie uit 1997 onder regie van Alain Resnais.

## Verhaal
Nicolas ontmoet Camille Lalande in Parijs. Haar zus Odile is de ex-vriendin van Nicolas. Hij komt eten bij haar en haar man. Nicolas vertelt daar dat hij op zoek is naar een appartement voor zijn gezin. Odile is toevallig ook op zoek naar een groter appartement.

## Rolverdeling
| Acteur            | Personage       |
| ----------------- | --------------- |
| Agnès Jaoui       | Camille Lalande |
| André Dussollier  | Simon           |
| Lambert Wilson    | Marc Duveyrier  |
| Sabine Azéma      | Odile Lalande   |
| Pierre Arditi     | Claude          |
| Jean-Pierre Bacri | Nicolas         |
| Jane Birkin       | Jane            |